# Leica M (Typ 240)
La Leica M (Typ 240) è una macchina fotografica digitale a telemetro a pieno formato della serie M prodotta da Leica. È stata presentata il 17 settembre 2012.
Questo modello è l'evoluzione della Leica M9 e ha introdotto differenze importanti quali:
- Nuovo tipo di sensore CMOS rispetto al sensore CCD del modello M9.
- Modalità di presentazione "Live View" che permette di osservare in tempo reale l'immagine catturata dal sensore. Questa caratteristica segna un punto di svolta nell'evoluzione delle fotocamere a telemetro Leica poiché le immagini si possono comporre anche usando l'immagine effettivamente prodotta dall'obiettivo.